# Torre Baró
Pour les articles homonymes, voir Baro (homonymie).
Torre Baró est l'une des treize quartiers du district de Nou Barris de Barcelone. 

## Présentation
Le quartier barcelonais de Torre Baró a une superficie de près de 1,77 km² . Il accueille une population de 2.795 habitants (données : mairie de Barcelone).
Il est l'un des points d'entrée du parc naturel de la Sierra de Collserola.

## Patrimoine
- Le mirador de Torre Baró, belvédère qui offre un panorama de la ville de Barcelone (districts des Nou Barris, d'Hortà, de Sant Andreu et de Sant Martí), et au-delà, vers le Besòs et les contreforts de Collserola, ainsi que les villes de Santa Coloma de Gramanet, de Sant Adrià et de Badalone[3].
- Le château de Torre Baró, édifice inachevé du début du XXe siècle[4].

## Culture populaire
Le quartier est notamment connu pour le film El 47 de Marcel Barrena, basé sur la vie de Manolo Vital, chauffeur de bus et personnalité du quartier.